# داني والش
داني والش (بالإنجليزية: Danny Walsh)‏ هو لاعب كرة قدم أسترالي، ولد في 21 مايو 1944 في إنجلترا في المملكة المتحدة. شارك مع منتخب أستراليا لكرة القدم. أما مع النوادي، فقد لعب مع هاكواه سيدني سيتي إيست ‏.